# Tricentrus atrus
Tricentrus atrus är en insektsart som beskrevs av Ananthasubramanian 1980. Tricentrus atrus ingår i släktet Tricentrus och familjen hornstritar. Inga underarter finns listade i Catalogue of Life.